# Martina Čufarová
Martina Čufarová (14. ledna 1977, Jesenice, Slovinsko) je bývalá slovinská reprezentantka ve sportovním lezení. Vítězka Rock Masteru v Arcu, mistryně světa a vicemistryně Evropy v lezení na obtížnost.

## Výkony a ocenění
- několikanásobná nominace na prestižní mezinárodní závody Arco Rock Master v Itálii, kde skončila na prvním děleném místě
- 2001: nejvyšší slovinské státní sportovní vyznamenání Bloudkova cena[1]

### Závodní výsledky
| Arco Rock Master | Arco Rock Master | Arco Rock Master | Arco Rock Master | Arco Rock Master | Arco Rock Master | Arco Rock Master | Arco Rock Master |
| Rok              | 1996             | 1997             | 1998             | 1999             | 2000             | 2001             | 2005             |
| ---------------- | ---------------- | ---------------- | ---------------- | ---------------- | ---------------- | ---------------- | ---------------- |
| Obtížnost        |                  |                  |                  | 3                | 3                | 1-2              | 9                |

| Mistrovství světa | Mistrovství světa | Mistrovství světa | Mistrovství světa | Mistrovství světa | Mistrovství světa | Mistrovství světa |
| Rok               | 1995              | 1997              | 1999              | 2001              | 2003              | 2005              |
| ----------------- | ----------------- | ----------------- | ----------------- | ----------------- | ----------------- | ----------------- |
| Obtížnost         | 14                | 12                | 6                 | 1                 | 12                | 11                |

| Světový pohár       | Světový pohár | Světový pohár | Světový pohár | Světový pohár | Světový pohár | Světový pohár | Světový pohár | Světový pohár | Světový pohár | Světový pohár | Světový pohár | Světový pohár | Světový pohár | Světový pohár |
| Rok                 | 1993          | 1994          | 1995          | 1996          | 1997          | 1998          | 1999          | 2000          | 2001          | 2002          | 2003          | 2004          | 2005          | 2006          |
| ------------------- | ------------- | ------------- | ------------- | ------------- | ------------- | ------------- | ------------- | ------------- | ------------- | ------------- | ------------- | ------------- | ------------- | ------------- |
| Obtížnost           | 63            | 10            | 7             | 10            | 5             | 10            | 3             | 4             | 2             | 3             | 7             | 9             | 14            | 16            |
| jednotlivě* (x/x/x) |               |               |               |               |               |               |               |               |               |               |               |               |               |               |
|                     |               |               |               |               |               |               |               |               |               |               |               |               |               |               |
| Bouldering          |               |               |               |               |               |               |               |               | 30            |               |               |               |               |               |
| jednotlivě*         |               |               |               |               |               |               |               |               | 11,-,-,-,-    |               |               |               |               |               |
|                     |               |               |               |               |               |               |               |               |               |               |               |               |               |               |
| Kombinace           |               |               |               |               |               |               |               |               | 2             |               |               |               |               |               |

* poznámka: nalevo jsou poslední závody v roce
| Mistrovství Evropy | Mistrovství Evropy |
| Rok                | 2002               |
| ------------------ | ------------------ |
| Obtížnost          | 2                  |

| Zimní armádní světové hry | Zimní armádní světové hry |
| Rok                       | 2010                      |
| ------------------------- | ------------------------- |
| Obtížnost                 | 2                         |

| Mistrovství světa juniorů | Mistrovství světa juniorů |
| Rok                       | 1995 juniorky             |
| ------------------------- | ------------------------- |
| Obtížnost                 | 3                         |

### Film
- 2011: The Fanatic Search2 - A Girl Thing, režie Laurent Triay